# Matt Dillon
Matthew Raymond Dillon (nascut el 18 de febrer de 1964) és un actor nord-americà. Va començar a actuar a la darreria dels anys 1970 i va guanyar fama com a ídol adolescent durant els anys vuitanta del segle xx. Ha dut a terme una reeixida carrera com a actor adult. Va tenir el moment més rellevant amb la nominació a l'Oscar per la seva interpretació en la pel·lícula Crash.

## Biografia

### Primers anys
Dillon va nàixer a New Rochelle a l'estat de Nova York, en el si d'una família irlandeso-americana de segona generació catòlica. És fill de Paul Dillon (un pintor i director de vendes de l'Union Camp, un fabricant de paqueteria) i Mary Ellen. Té una germana i quatre germans, un dels quals, Kevin Dillon, també és actor. De petit va viure a Mamaroneck a l'estat de Nova York, i va estudia a l'escola Hommocks School de Larchmont.
Dillon va sortir amb l'actriu Cameron Diaz de 1996 a 1998; es van conèixer el 1995 quan tots dos rodaven pel·lícules a Minnesota.

### Carrera[Cal actualitzar]
El 1979, el director de càsting Vic Ramos va fixar-se en Dillon mentre feia 'pila', i el va incloure en la pel·lícula Over the Edge. La pel·lícula va tenir un ressò regional, projectada en un limitat nombre de sales el maig de 1979, i amb prou feines va ingressar 200.000 $. L'actuació de Dillon, però, va ser ben rebuda, i va poder actuar en dos films el següent any; la comèdia adolescent Little Darlings i My Bodyguard. Ambdues pel·lícules, estrenades al març i juliol de 1980, respectivament, van ser dos èxits i van llençar l'actor entre les audiències adolescents.
La seva següent interpretació va ser a la pel·lícula Tex de 1982, seguida dos mesos més tard per Liar's Moon, on encarnava Jack Duncan, un noi pobre de Texas enamorat perdudament de la filla d'un banquer ric. A mitjan dels anys 1980 Dillon va obtenir papers destacats en tres de les quatre adaptacions de Francis Ford Coppola d'obres de S.E Hinton: Tex (1982), Rebels (1983) i La llei del carrer (1983). Totes tres pel·lícules van ser filmades a Tulsa a l'estat d'Oklahoma, la ciutat natal de Hinton.
El 1987, Dillon va aparèixer breument com a policia al videoclip Fairytale of New York de The Pogues i Kirsty MacColl, que va ser un gran èxit a Irlanda i al Regne Unit. El 1989, Dillon va ser aclamat per la crítica pel paper de drogoaddicte a la pel·lícula Drugstore Cowboy de Gus Van Sant.
Dillon va continuar treballant a principi dels anys 1990 en papers a pel·lícules com Solters (1992). Va tenir una mena de revifalla amb el paper de marit de Nicole Kidman a Tot per un somni (1995), així com papers més llargs com a Wild Things (1998) i There's Something About Mary (1998), paper pel qual va rebre un premi cinematogràfic d'MTV com a Millor Dolent.
El 2002, va escriure i dirigir la pel·lícula City of Ghosts, protagonitzada per ell, James Caan i Gérard Depardieu. Recentment ha aparegut a Crash (co-escrita i dirigida per Paul Haggis). Dillon va rebre molts honors per la seva interpretació, incloent la nominació a millor actor secundari pels Globus d'Or i els Oscars. També ha co-protagonitzat la pel·lícula de Walt Disney Herbie: Fully Loaded.
Va participar en la comèdia You, Me and Dupree, amb Kate Hudson i Owen Wilson. La pel·lícula es va estrenar el 14 de juliol de 2006.
El 29 de setembre del 2006 l'actor va rebre el Premi Donostia al Festival Internacional de Cinema de Donòstia-San Sebastià, en reconeixement de la seva carrera.

### Altres treballs
Dillon és mencionat al CD de Jeff Buckley Live at Sin-é: Legacy Edition CD. En la pista número 5 Buckley menciona que es va tallar el cabell perquè pensava que s'assemblava a Matt Dillon.
Dillon també va contribuir amb la seva veu com a Sal Paradise en la famosa novel·la de Jack Kerouac A la carretera.

## Filmografia
| Any  | Títol                                           | Personatge               | Notes                                                                                      |
| ---- | ----------------------------------------------- | ------------------------ | ------------------------------------------------------------------------------------------ |
| 1979 | Més enllà del límit (Over the Edge)             | Richie                   |                                                                                            |
| 1980 | My Bodyguard                                    | Melvin Moody             |                                                                                            |
| 1980 | Little Darlings                                 | Randy                    |                                                                                            |
| 1982 | Tex                                             | Tex McCormick            |                                                                                            |
| 1983 | Rumble Fish                                     | Rusty James              |                                                                                            |
| 1983 | Rebels                                          | Dallas 'Dally' Winston   |                                                                                            |
| 1984 | The Flamingo Kid                                | Jeffrey Willis           |                                                                                            |
| 1985 | Target                                          | Chris Lloyd/Derek Potter |                                                                                            |
| 1986 | Native Son                                      | Jan                      |                                                                                            |
| 1986 | Rebel                                           | Rebel                    |                                                                                            |
| 1987 | Mà d'or (The Big Town)                          | J.C. Cullen              |                                                                                            |
| 1988 | Kansas                                          | Doyle Kennedy            |                                                                                            |
| 1989 | Drugstore Cowboy                                | Bob                      | Independent Spirit Award - Millor actor principal masculí                                  |
| 1991 | Besa'm abans de morir                           | Jonathan Corliss         |                                                                                            |
| 1992 | Solters                                         | Cliff Poncier            |                                                                                            |
| 1993 | Mr. Wonderful                                   | Gus                      |                                                                                            |
| 1993 | Àngels sense cel (The Saint of Fort Washington) | Matthieu                 |                                                                                            |
| 1994 | Golden Gate                                     | Kevin Walker             |                                                                                            |
| 1996 | Grace of My Heart                               | Jay Phillips             |                                                                                            |
| 1996 | Beautiful Girls                                 | Tommy 'Birdman' Rowland  |                                                                                            |
| 1997 | El cocodril albí                                | Dova                     |                                                                                            |
| 1998 | There's Something About Mary                    | Pat Healy                | Premi MTV - Millor dolent                                                                  |
| 1998 | Wild Things                                     | Sam Lombardo             |                                                                                            |
| 2001 | One Night at McCool's                           | Randy                    |                                                                                            |
| 2002 | Deuces Wild                                     | Fritzy                   |                                                                                            |
| 2002 | City of Ghosts                                  | Jimmy                    | També la va dirigir                                                                        |
| 2004 | Employee of the Month                           | David Walsh              |                                                                                            |
| 2005 | Herbie Fully Loaded                             | "Trip" Murphy            |                                                                                            |
| 2005 | Crash                                           | Sergent Jack Ryan        | Nominació a l'"Millor Actor secundari" Independent Spirit Award - Millor secundari masculí |
| 2006 | Factotum                                        | Henry Chinaski           | interpretant Charles Bukowski                                                              |
| 2006 | You, Me and Dupree                              | Carl Peterson            |                                                                                            |
| 2006 | Loverboy                                        | Mark                     |                                                                                            |
| 2010 | Armored                                         | Mike Cochrone            |                                                                                            |
| 2017 | Un cop amb estil                                | agent Hamer              |                                                                                            |

### Entrevistes
- Scotsman.com entrevista (13 Novembre, 2005)
- About.com entrevista Arxivat 2008-06-04 a Wayback Machine. (3 maig, 2005)
- BeliefNet entrevista (2003)
- Cigar Aficionado interview Arxivat 2010-02-21 a Wayback Machine. (31 Octubre, 1996)